# Gran Premio del Canada 1970
Il Gran Premio del Canada 1970,  X Canadian Grand Prix e undicesima gara del campionato di Formula 1 del 1970, si è svolto il 20 settembre sul Circuito di Mont-Tremblant ed è stato vinto da Jacky Ickx su Ferrari.
La gara segnò il debutto della Tyrrell come costruttore, con alla guida Jackie Stewart. Il pilota scozzese conquistò la pole position e condusse la gara fino al momento del suo ritiro. Grazie a questa vittoria, Jacky Ickx poteva ancora sperare di vincere l'iride a discapito del defunto Jochen Rindt. Inoltre, il team Ferrari ottenne il suo primo effettivo successo ad un Gran Premio del Canada, dato che nelle edizioni del 1963 e del 1964, entrambe vinte dall'ex ferrarista Pedro Rodríguez, non appartenevano a dei Campionati mondiali di Formula 1.

## Qualifiche
| Pos | No | Pilota               | Costruttore        | Squadra                           | Tempo  | Gap  |
| --- | -- | -------------------- | ------------------ | --------------------------------- | ------ | ---- |
| 1   | 3  | Jackie Stewart       | Tyrrell-Ford       | Tyrrell Racing Organisation       | 1:31.5 |      |
| 2   | 18 | Jacky Ickx           | Ferrari            | Scuderia Ferrari SpA SEFAC        | 1:31.6 | +0.1 |
| 3   | 19 | Clay Regazzoni       | Ferrari            | Scuderia Ferrari SpA SEFAC        | 1:31.9 | +0.4 |
| 4   | 2  | François Cevert      | March-Ford         | Tyrrell Racing Organisation       | 1:32.4 | +0.9 |
| 5   | 4  | John Surtees         | Surtees-Ford       | Team Surtees                      | 1:32.6 | +1.1 |
| 6   | 20 | Chris Amon           | March-Ford         | March Engineering                 | 1:32.6 | +1.1 |
| 7   | 14 | Pedro Rodríguez      | BRM                | Yardley Team BRM                  | 1:32.7 | +1.2 |
| 8   | 24 | Henri Pescarolo      | Matra              | Equipe Matra Elf                  | 1:32.9 | +1.4 |
| 9   | 16 | George Eaton         | BRM                | Yardley Team BRM                  | 1:32.9 | +1.4 |
| 10  | 15 | Jackie Oliver        | BRM                | Yardley Team BRM                  | 1:33.1 | +1.6 |
| 11  | 6  | Peter Gethin         | McLaren-Ford       | Bruce McLaren Motor Racing        | 1:33.2 | +1.7 |
| 12  | 8  | Andrea De Adamich    | McLaren-Alfa Romeo | Bruce McLaren Motor Racing        | 1:33.2 | +1.7 |
| 13  | 23 | Jean-Pierre Beltoise | Matra              | Equipe Matra Elf                  | 1:33.4 | +1.9 |
| 14  | 21 | Jo Siffert           | March-Ford         | March Engineering                 | 1:33.5 | +2.0 |
| 15  | 5  | Denny Hulme          | McLaren-Ford       | Bruce McLaren Motor Racing        | 1:33.9 | +2.4 |
| 16  | 26 | Ronnie Peterson      | March-Ford         | Colin Crabbe Racing               | 1:34.4 | +2.9 |
| 17  | 10 | Tim Schenken         | De Tomaso-Ford     | Frank Williams Racing Cars        | 1:34.6 | +3.1 |
| 18  | 12 | Rolf Stommelen       | Brabham-Ford       | Auto Motor Und Sport              | 1:34.7 | +3.2 |
| 19  | 11 | Jack Brabham         | Brabham-Ford       | Motor Racing Developments Ltd     | 1:35.4 | +3.9 |
| 20  | 9  | Graham Hill          | Lotus-Ford         | Brooke Bond Oxo Racing/Rob Walker | 1:35.8 | +4.3 |

## Gara
| Pos | No | Pilota               | Costruttore        | Giri | Tempo/Ritiro        | Pos. Griglia | Punti |
| --- | -- | -------------------- | ------------------ | ---- | ------------------- | ------------ | ----- |
| 1   | 18 | Jacky Ickx           | Ferrari            | 90   | 1:21:18.4           | 2            | 9     |
| 2   | 19 | Clay Regazzoni       | Ferrari            | 90   | + 14.8              | 3            | 6     |
| 3   | 20 | Chris Amon           | March-Ford         | 90   | + 57.9              | 6            | 4     |
| 4   | 14 | Pedro Rodríguez      | BRM                | 89   | + 1 Giro            | 7            | 3     |
| 5   | 4  | John Surtees         | Surtees-Ford       | 89   | + 1 Giro            | 5            | 2     |
| 6   | 6  | Peter Gethin         | McLaren-Ford       | 88   | + 2 Giri            | 11           | 1     |
| 7   | 24 | Henri Pescarolo      | Matra              | 87   | + 3 Giri            | 8            |       |
| 8   | 23 | Jean-Pierre Beltoise | Matra              | 85   | Frizione            | 13           |       |
| 9   | 2  | François Cevert      | March-Ford         | 85   | + 5 Giri            | 4            |       |
| 10  | 16 | George Eaton         | BRM                | 85   | + 5 Giri            | 9            |       |
| NC  | 10 | Tim Schenken         | De Tomaso-Ford     | 79   | Non Classificato    | 17           |       |
| NC  | 9  | Graham Hill          | Lotus-Ford         | 77   | Non Classificato    | 20           |       |
| Ret | 8  | Andrea De Adamich    | McLaren-Alfa Romeo | 69   | Pressione dell'olio | 12           |       |
| NC  | 26 | Ronnie Peterson      | March-Ford         | 65   | Non Classificato    | 16           |       |
| Ret | 5  | Denny Hulme          | McLaren-Ford       | 58   | Motore              | 15           |       |
| Ret | 11 | Jack Brabham         | Brabham-Ford       | 57   | Perdita d'olio      | 19           |       |
| NC  | 15 | Jackie Oliver        | BRM                | 52   | Non Classificato    | 10           |       |
| Ret | 3  | Jackie Stewart       | Tyrrell-Ford       | 31   | Trasmissione        | 1            |       |
| Ret | 12 | Rolf Stommelen       | Brabham-Ford       | 22   | Tenuta di strada    | 18           |       |
| Ret | 21 | Jo Siffert           | March-Ford         | 21   | Motore              | 14           |       |

## Statistiche
Piloti
- 5ª vittoria per Jacky Ickx

Costruttori
- 45° vittoria per la Ferrari
- 1º Gran Premio e 1ª pole position per la Tyrrell

Motori
- 45° vittoria per il motore Ferrari

Giri al comando
- Jackie Stewart (1-31)
- Jacky Ickx (32-90)

## Classifiche

### Piloti
| Pos. | Pilota               | Punti |
| ---- | -------------------- | ----- |
| 1    | Jochen Rindt         | 45    |
| 2    | Jacky Ickx           | 28    |
| 3    | Clay Regazzoni       | 27    |
| 4    | Jackie Stewart       | 25    |
| 5    | Jack Brabham         | 25    |
| 6    | Denny Hulme          | 23    |
| 7    | Chris Amon           | 18    |
| 8    | Pedro Rodríguez      | 16    |
| 9    | Jean-Pierre Beltoise | 14    |
| 10   | Rolf Stommelen       | 10    |
| 11   | Henri Pescarolo      | 8     |
| 12   | Graham Hill          | 7     |
| 13   | Bruce McLaren        | 6     |
| 14   | Mario Andretti       | 4     |
| 15   | Ignazio Giunti       | 3     |
| 16   | Emerson Fittipaldi   | 3     |
| 17   | John Surtees         | 3     |
| 18   | John Miles           | 2     |
| 19   | Johnny Servoz-Gavin  | 2     |
| 20   | Jackie Oliver        | 2     |
| 21   | Dan Gurney           | 1     |
| 22   | François Cevert      | 1     |
| 23   | Peter Gethin         | 1     |

### Costruttori
| Pos. | Team         | Punti |
| ---- | ------------ | ----- |
| 1    | Lotus-Ford   | 50    |
| 2    | Ferrari      | 43    |
| 3    | March-Ford   | 43    |
| 4    | Brabham-Ford | 35    |
| 5    | McLaren-Ford | 31    |
| 6    | Matra        | 21    |
| 7    | BRM          | 16    |
| 8    | Surtees-Ford | 2     |